# Mutyzm akinetyczny
Mutyzm akinetyczny (stan apaliczny) – stan, w którym chory jest przytomny, potrafi otwierać oczy, zachowuje zdolność wodzenia oczami i fiksacji wzroku, lecz nie jest w stanie nawiązać kontaktu z otoczeniem (mutyzm) ani wykonywać ruchów dowolnych (akineza). Ponadto zniesione są odruchy poza reakcjami układu autonomicznego. Stan ten powstaje na skutek obustronnego uszkodzenia tworu siatkowatego, wzgórza i zakrętu obręczy w wyniku np. udaru, nowotworu lub niedotlenienia. Może być również obserwowany w końcowych stadiach choroby Creutzfeldta-Jakoba.